# Gastón Ramírez
Gastón Exequiel Ramírez Pereyra (Fray Bentos, 2 de dezembro de 1990) é um futebolista uruguaio que atua como meia. Atualmente está no Peñarol.

## Carreira
Ramírez chegou ao Peñarol em 2005 pra jogar na quinta divisão. Em 21 de março de 2009, estreou oficialmente com a equipe principal, substituindo Braian Rodríguez, contra o Defensor, sob a liderança do técnico Julio Ribas.
Em 2010, liderado por Diego Aguirre, o Peñarol foi coroado campeão Campeonato Uruguaio 2009–10, jogando como titular em todos os jogos, como meia, juntamente com Jonathan Urretavizcaya.
No verão europeu de 2010, foi transferido para a equipe italiana do Bologna, onde estreou em setembro daquele ano. Em 31 de agosto de 2012 acertou com o Southampton, assinando um contrato de 4 anos.
Após uma rápida passagem pelo Hull City, acertou novamente por empréstimo com o Middlesbrough, até o fim da temporada 2015–16.
Em 4 de agosto de 2017, assinou com a Sampdoria.

## Seleção Uruguaia
Estreou pela Seleção Uruguaia principal em 8 de outubro de 2010 em partida amistosa contra a Indonésia.

## Títulos
Peñarol
- Campeonato Uruguaio: 2009–10, 2024